# Portsmouth Saturday Football League
De Portsmouth Saturday Football League is een Engelse regionale voetbalcompetitie. Er zijn 3 divisies waarvan de hoogste zich op het 13de niveau in de Engelse voetbalpiramide bevindt. Vroeger was de club leverancier voor de Hampshire League maar deze bevindt zich niet meer in de voetbalpiramide sinds 2004.